# Головкин, Александр Гаврилович
Граф Алекса́ндр Гаври́лович Головки́н (1689, Москва — 4 ноября 1760, Гаага) — действительный тайный советник, сенатор, посол России в Пруссии, Франции и Голландии.

## Биография
Родился в семье будущего канцлера Гавриила Ивановича Головкина и Домны Андреевны Дивовой.
19 ноября 1700 года сопровождал своего отца в битве при Нарве.
В 1704 году вместе со своим братом Иваном отправлен был под надзором Петра Васильевича Курбатова для обучения за границу. Пробыв около двух лет в Лейпциге и Берлине, в 1707 году посетили Париж и вернулись в Россию через Голландию, Вену, Венгрию и Валахию.
В 1708 году определён комнатным при царском дворе и часто, по приказанию Петра I ездил с депешами к русским послам и генералам. Кроме того, отвечал за переписку с русскими послами в Европе и занимался переводом на русский язык научных изданий.
В 1709 году сопровождал Петра I при встречах с польским королём Августом II и прусским Фридрихом I.
В 1710 году был назначен состоять вместе с князем Трубецким Ю. Ю. при цесаревиче Алексее Петровиче.
В ноябре 1710 года по поручению Петра I ездил в Брауншвейг с предложением о супружестве царевича Алексея с принцессой Брауншвейг-Вольфенбюттельской.
В 1711 году определён полномочным министром (послом) к прусскому двору с пожалованием в камергеры. Целью его назначения была попытка склонить Пруссию к вступлению в Северную войну на стороне России. Успеха не имел. В том же году в Торгау присутствовал на свадьбе Алексея и Шарлотты-Христины-Софии Брауншвейг-Вольфенбюттельской.
В 1714 году ездил из Берлина в Дрезден с выговором польскому королю Августу II от Петра I за роспуск тем саксонских войск.
В 1715 году под Стральзундом подписал русско-прусский договор об скорейшем изгнании общими силами шведов из Германии.
В 1717 году встречал в Бранденбурге ехавшего из Амстердама Петра I с Екатериной Алексеевной.
В 1719 году, когда появилась опасность выхода Пруссии из союза с Россией и заключения тайного прусско-шведского соглашения, проявил нерасторопность, в связи с этим в Берлин был послан более решительный дипломат П. А. Толстой. В 1721 году в Берлине была подписана дружественная русско-прусская декларация.
В том же 1721 году должен был принимать участие в несостоявшемся Брауншвейгском конгрессе по результатам Северной войны.
В 1723 году был в торжественной обстановке встречен в Санкт-Петербурге Петром I и произведён в тайные советники и сенаторы (числился неприсутствующим сенатором до 1730 года). В том же году отправлен обратно послом в Берлин, взяв с собой соглашение о заключении брака Анны Иоанновны с марьегером бранденбургским.
В 1727 году пожалован Петром II в действительные тайные советники. В том же году вместе с князем Б. И. Куракиным назначен полномочным представителем на конгресс в Камбре.
В 1729—31 годах принимал участие в работе Суассонского конгресса (который был продолжением конгресса в Камбре). Его задачами на конгрессе было признание за Россией титула Империи, а также возвращение Шлезвига герцогу Гольштейнскому (См. Готторпский вопрос). Успеха на конгрессе не имел. В эти же годы исполнял обязанности русского посланника во Франции. Проживал в Париже, выезжая в Суассон лишь на заседания конгресса.
В 1731 году был переведён на должность посланника в Голландию. В этом назначении ему способствовал его брат Михаил, пользовавшийся у вступившей на престол Анны Иоанновны «особым благоговением».
В 1740 году при восшествии на престол Анны Леопольдовны (при которой влияние его брата Михаила усилилось) награждён орденами Александра Невского и Андрея Первозванного.
В 1741 году после восшествия на престол Елизаветы Петровны и опалы своего брата Михаила сохранил за собой должность посланника в Голландии и награды, полученные в предыдущее царствование.
Но в 1743 году после дела Лопухиных, к которому оказалась причастна и его сестра Анна Гавриловна, к нему уменьшилось доверие императрицы, и Головкин хоть и оставался в прежней должности посла в Голландии больше не был удостоен наградами, несмотря на покровительство канцлера А. П. Бестужева-Рюмина.
В 1748 году был назначен на Аахенский конгресс, но участники конгресса не допустили на него представителей России.
После ссылки в 1758 году канцлера А. П. Бестужева-Рюмина Головкину в Голландию в 1759 г. была направлена отзывная грамота. Больной Головкин медлил с отъездом, и получил категорическое распоряжение императрицы выехать в Россию, но оно пришло в Гаагу уже после смерти дипломата.
Умер 4 ноября 1760 года в Гааге, приняв протестантство.

## Награды
- Орден Данеброг (1715, Hvid ridder, королевство Дания)[2]
- Орден Чёрного орла (6 ноября 1721, королевство Пруссия)[3]
- Орден Святого Александра Невского (27 ноября 1740)
- Орден Святого апостола Андрея Первозванного (27 ноября 1740)

## Семья

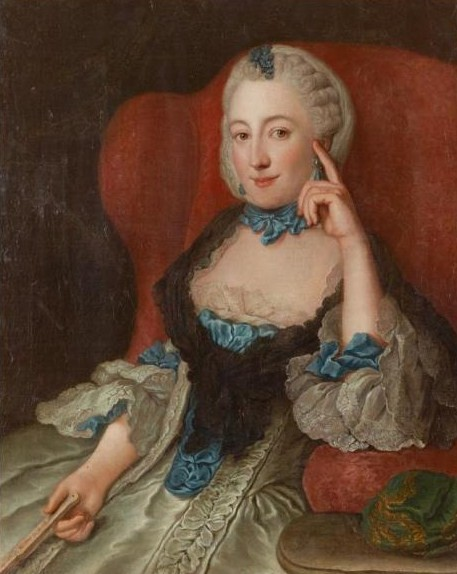
Дочь Мария фон Камеке

В 1715 году в Штральзунде вступил в брак с графиней Екатериной Дона, внучкой управляющего Оранским княжеством. Это был первый брачный союз между русской и западноевропейской аристократией. Мать новобрачной — миледи Хелен Маккарти — принадлежала к верхушке ирландской аристократии: её отцом был 3-й граф Кланкарти, дедом — 16-й граф Килдэр, а прадедом — 1-й граф Корк. Брак оказался удачным. У супругов было много детей, большей частью, однако, умерших в младенчестве. Среди них:
- Мария (1718—1797), замужем за графом Фридрихом фон Камеке (1711—1769).
- Иван (1723—1791), российский полномочный министр в Данциге. Был женат на Корнелии фон Штрайен (1727—1795).
- Наталья (1728—1778), замужем за Б. фон Шметтау.
- Пётр (1727[4] — 1787) после смерти отца переехал в Пруссию. В 1766 году принял прусское подданство и возведён в графское достоинство. Женат на Фридерике-Генриетте фон Камеке[4].
- Гавриил (Габриэль-Мари-Эрнест; 1731—1800), отец Ф. Г. Головкина.
- Александр (1732—1781), отец Ю. А. Головкина, последнего представителя рода Головкиных мужского пола. Вместе с братом Петром принял прусское подданство в 1766 году и признан в графском достоинстве. Жена — Вильгельмина-Юстина фон Мосгейм (ум. 1824)[4].

## Источник
- Русский биографический словарь: В 25 т. / под наблюдением А. А. Половцова. 1896—1918.